# آئودی تیپ سی
آئودی تیپ سی (انگلیسی: Audi Type C)
یک خودروی اسپورت سایز متوسط ساخت آئودی بود که در سال ۱۹۱۲ معرفی شد. این خودرو در بین مردم و ارتش آلمان محبوب شد و چند سال پس از جنگ دوباره تولید شد. عملکرد، هندلینگ و قابلیت اطمینان آن همراه با موفقیت‌های رالی محبوبیت این آئودی را بسیار بالا برد. این خودرو برای آئودی یک موفقیت تجاری بود. ۱۱۶۶ دستگاه از این خودرو تولید شد.